# BDSM

A latex, a lakk ruházatok kedvelőinek és a BDSM közösség egyesített zászlaja

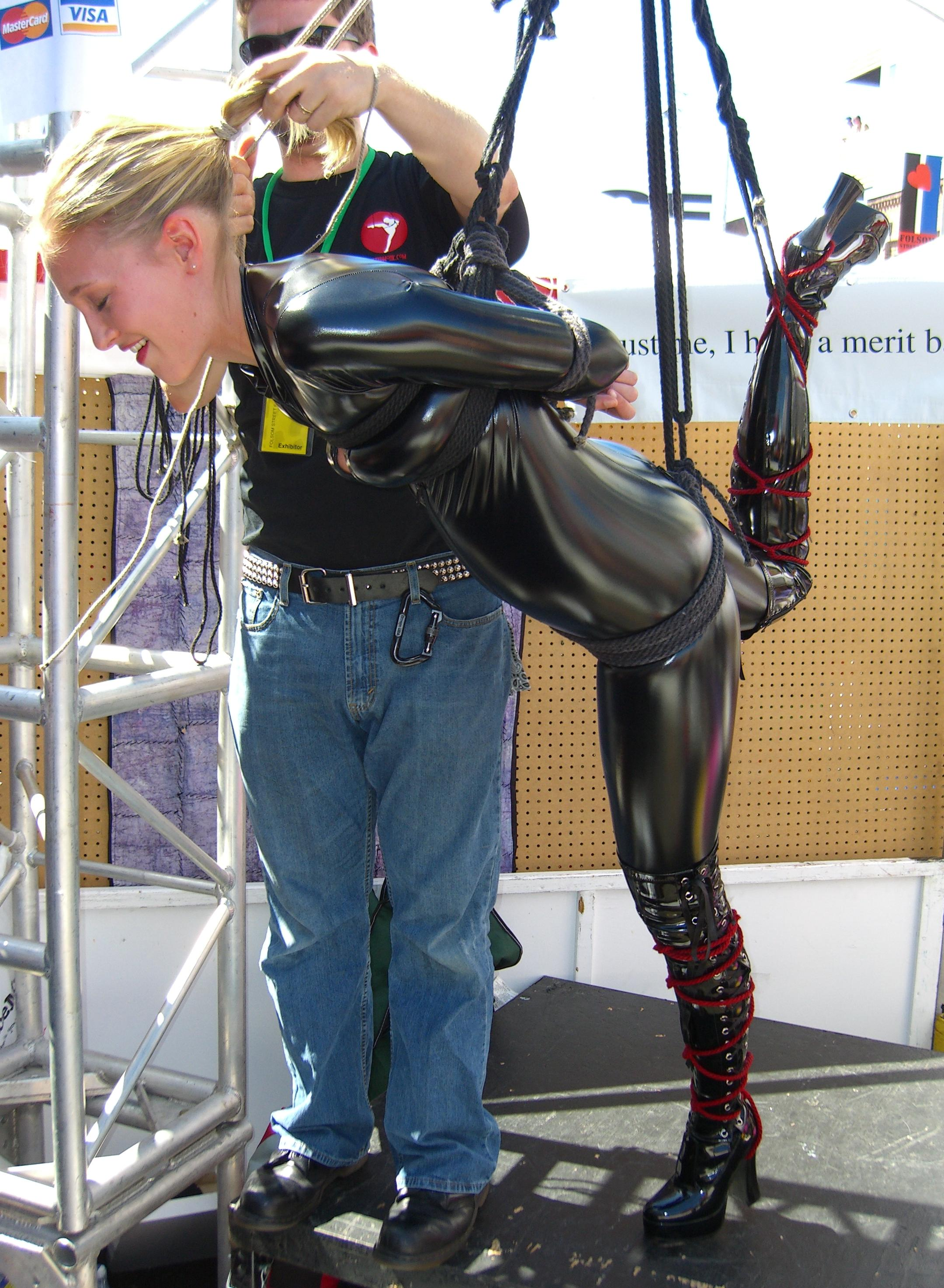
Egy tipikus BDSM szeánsz beállítása egy rendezvényen, kikötözött, latexruhát viselő hölggyel

A BDSM gyűjtőszó az angol Bondage & discipline (B&D), Domination & submission (D&S), Sadism and masochism (S&M) szavakból képzett rövidítés, magyarul „kötözés-fegyelmezés, dominancia-alávetettség és szadizmus-mazochizmus” fogalmakat jelöli. Korábban az egyszerűbb szado-mazochizmus (SM) volt az elterjedtebb kifejezése. A feminista megközelítésű szexpozitivitás elve nagyban hozzájárulhat a személyes elfogadáshoz és megéléshez addig, ameddig a benne résztvevő felnőtt emberek egymással jóváhagyásos, beleegyezéses alapon, biztonságos környezetben, szégyenérzet nélkül és ítélkezéstől mentesen végzik. A közösen lefektetett határokat átlépve már azonban könnyen kínzás és szexuális erőszak kategóriába fordulhat át. (Az angolszász szóhasználatban alkalmazzák a konvencionális / nem-konvencionális szexuális tevékenységekre a vanilia sex / kink sex fogalmi elkülönítést is. Ezek két polaritást jelentenek egy bináris spektrumon, ahol minden ember vágyai eltérő helyet foglalnak el.) 2018-ban az WHO törölte a Betegségek nemzetközi osztályozásának listájáról.
A szokványostól eltérő szexuális tevékenységeket megélő emberek felé irányuló társadalmi idegenkedést, elhatárolódást és következményeként a strukturális elnyomást kinkfóbiának, a speciális vágyaik és igényeik létezésének elvitatását, megkérdőjelezését pedig vanilla szexizmusnak nevezzük.

## Jellege
A BDSM olyan szexuális viselkedésformák gyűjtőneve, ahol szexuális élvezet keltését célzó szerepjátékban szélsőségesen elválik az irányító és alárendelt szerep. Két szereplője, az aktív, utasításokat adó úr (dom) vagy úrnő (domina) és a passzív, szenvedő szolga (sub). Switchnek nevezzük azt, akit a dom/domina és sub szerep is kielégít, tehát néha alárendelt, néha irányító félt testesít meg. Az élvezetet vagy nemi élvezetet itt a fájdalom adása és elviselése, a kiszolgáltatottság érzete és más hasonló érzelmek irányítják, generálják, melyekben csak részben, vagy egyáltalán nem kap szerepet a nemi aktus.
A BDSM együttléteket a résztvevők gyakran „szeánsz”-ként nevezik meg, aminek szerves része szokott lenni a fetisizmus és a különböző szerepjátékok alkalmazása is. Ilyenkor nem mindig van jelen a fájdalom okozása, hanem a szituáció, a kommunikáció (jellemzően a sub becsmérlése), illetve bizonyos anyagok (tipikusan latex, bőr, gumi), azokból készült ruhák, bizonyos tárgyak (pl. alsónemű, cipő, csizma, szexuális segédeszköz), esetleg testrészek puszta érintése, simogatása váltja ki a nemi izgalmat. Mivel a BDSM, szemben a nemi aktussal alapesetben nem a testi kapcsolat révén okoz kielégülést, nagyon egyéniek azok a vágyak és ábrándok, amiket BDSM kedvelők a BDSM révén kívánnak kielégíteni, így például lehet egy szeánsz teljesen BDSM jellegű, kizárva minden testi kapcsolatot, de lehet olyan is, ahol a szeánszba több-kevesebb testi kontaktus is belefér, esetleg közösülésre is sor kerül, bár az ilyesfajta együttléteket már nem feltétlenül sorolják a BDSM tárgykörébe. Mindez a részt vevő felek érdeklődésén, nyíltságán és megállapodásán múlik.

## BDSM a mindennapokban
A BDSM iránt érdeklődők és azt valamilyen szinten űzők manapság legfőképp az internetes szexpartnerkeresőkben tudnak megfelelő partner után keresni, de már létezik kimondottan BDSM tematikájú társkereső is. (például: FetLife és SMPixie) Ezen kívül olyan szórakozóhelyek is létesültek már, amelyek külsőségeiben, műfajában a BDSM és a fetisizmus stílusában működnek. A pornográfia műfajában szintén nagyon sok BDSM tematikájú alkotás készül, de művészi ábrázolásokban sem ritka a BDSM témája.
A BDSM a prostitúció és a szexmunka területén is jelen van, sok domina anyagi ellenszolgáltatás fejében kínálja szolgáltatásait az erre érdeklődők számára. Itt is nagy a szórás a BDSM-et professzionális, testi kontaktust teljesen kizáró módon űző nők, a lazább, enyhe BDSM játékokra – akár aktusra – is nyitott szolgáltatók és a hagyományos, de enyhén extrém kívánságokra is nyitott prostitúcióból élő nők között.
A BDSM a médiában is egyre gyakrabban szerepet kapó szubkultúra a szexualitás területén. Az amerikai és nyugat-európai társadalmaknak már igen régóta részét képezik a jelenséget bemutató, vagy azt érintő különböző művészeti alkotások. Ugyanez mondható el a távol-keleti régióról, ahol a japán kultúrának szerves részét képezik a különböző megkötözések (kinbaku vagy sibari), szerepjátékok, illetve a különböző, a BDSM világát érintő animációk és képregények (anime, manga).
Magyarországon még a 2020-as években is többnyire negatívan, patologizálva, erősen tabusítva ítéli meg a közvélemény a szokványostól eltérő szexuális tevékenységeket, amelynek kialakulásában több örökölt tényező és környezeti behatás egyaránt szerepet játszhat. A szexedukáció és a szexuális tudatosság hiánya mellett a hazai bulvármédia szenzációhajhász reprezentációjának befolyása sem elhanyagolható.

## BDSM a művészetekben
BDSM a témája E. L. James írónő Ötven árnyalat trilógiájának, amelynek az első részéből készült filmet, A szürke ötven árnyalatát 2015-ben mutatták be. A mű valójában egy bántalmazó párkapcsolatot mutat be, amelyben a BDSM-re jellemző eszközöket a főszereplő a hatalmának kiterjesztésére használja.
Illetve témája még Tiffany Reisz Eredendő Bűnösök (1-5.) könyvsorozatának is.
Annie Shadow Megkötözött vágyak című könyve tökéletesen bemutatja a BDSM világát. 